# Ананий III Струмишки
Ананий (на гръцки: Ανανίας) е православен духовник, струмишки митрополит на Охридската архиепископия.

## Биография
Ананий става духовник и наследява Серафим на Струмишката катедра в 1764 година.
Ананий заедно с Евтимий II Костурски, Герман Воденски, Никифор Сисанийски, Генадий Корчански и Григорий Гревенски се оплаква пред Цариградската патриаршия от лошото състояние на Охридската архиепископия и успява да постигне закриването ѝ в 1767 година.